# Copelatus sociennus
Copelatus sociennus is een keversoort uit de familie waterroofkevers (Dytiscidae). De wetenschappelijke naam van de soort is voor het eerst geldig gepubliceerd in 1952 door J.Balfour-Browne.